# Cyril Zolliker
Cyril Zolliker (* 15. Mai 1994) ist ein Schweizer Unihockeyspieler. Er steht beim Nationalliga-A-Vertreter Grasshopper Club Zürich unter Vertrag.

## Karriere

### Anfänge
Zolliker begann seine Karriere beim UHC Opfikon-Glattbrugg. Später wechselte er in den Nachwuchs der Kloten-Bülach Jets. Bei den Jets spielte er bis 2010 in der U16 und U18-Mannschaft.

### Grasshopper Club Zürich
Nach der Saison 2009/10 wechselte er zum Kantonsrivale Grasshopper Club Zürich. Bis 2014 spielte er im Nachwuchs der Stadtzürcher und wurde in der Saison 2014/15 Schweizermeister in der höchsten Juniorenstufe. Während der Saison 2013/14 stand Zolliker sechs Mal im Aufgebot der ersten Mannschaft. Den Rest der Saison verbrachte er in der U21-Mannschaft.
Zur Saison 2015/16 wurde er in die erste Mannschaft integriert. In seiner ersten Saison absolvierte der Stürmer 33 Partien und erzielte dabei je sechs Tore und Assists. Am Ende der Saison konnte er sich mit den Grasshoppers zum Schweizermeister krönen. Am 25. Februar 2017 gewann er in seiner zweiten Saison mit GC zum ersten Mal den Schweizer Cup.

## Erfolge
- Schweizer Meister: 2016
- Schweizer Cup: 2017